# Meister des Cassone Adimari

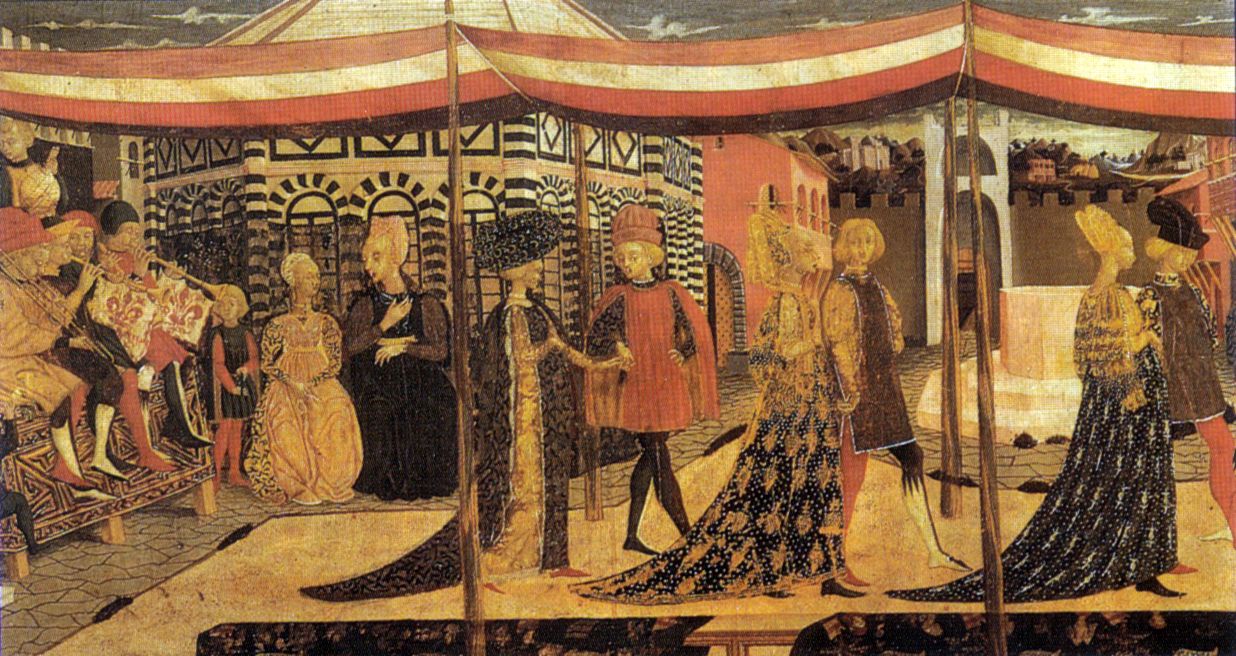
Cassone Adimari, um 1420/1450, Galleria dell'Accademia, Firenze

Als Meister des Cassone Adimari (it. Maestro del Cassone Adimari) wird der Maler der italienischen Frührenaissance  bezeichnet, der Anfang oder Mitte des 15. Jahrhunderts ein Tafelbild malte, das den Hochzeitszug einer florentinischen Patrizierfamilie zeigt.
Das Bild soll die Hochzeit des Boccaccio degli Adimari und der Lisa da Ricasoli im Jahr 1420 darstellen.  Es wird weitgehend angenommen, dass das in Tempera auf Holz gemalte Bild Teil eines Cassone war, einer Hochzeitstruhe, wie sie damals bei wohlhabenden Familien in Florenz als Hochzeitsgabe üblich war. Daher wird das Bild meist als der Cassone Adimari bezeichnet.
In einer eleganten und prächtigen Hochzeitsszene zeigt der Meister des Cassone Adimari den Zug von fünf Paaren, deren reiche Kleidung aus kostbaren Stoffen er mit großer Sorgfalt gemalt hat. Er malt Bedienstete und Musikanten in typischer Kleidung und im Hintergrund sind klar typische Bauten aus dem Florenz seiner Zeit erkennbar. Das detailgetreue Gemälde hat der Meister in noch fast spätgotischem Stil gemalt.
Der Cassone Adimari befindet sich heute in der Galleria dell’Accademia in Florenz. Er war in der Neuzeit schon früh in Reiseführern zu finden und gilt noch heute als eine der Sehenswürdigkeiten in Florenz. Die dargestellte Kleidung, die gezeigten Wandteppiche und die Aufstellung der Personen werden häufig wegen ihrer Detailtreue zur Veranschaulichung der Ausstattung und Hochzeitskultur der Florentiner Patrizier der Frührenaissance zitiert.
Als Cassonetafel war es zuerst als Werk eines unbestimmten florentinischen Kűnstlers ausgestellt. Dann wurde dem namentlich nicht bekannten Künstler sein Notname als Meister des Cassone Adimari gegeben und ihm nachfolgend eine umfangreiche Reihe weiterer Werke zugeordnet, darunter zahlreiche weitere Cassonetafeln. Einige dieser Werke wurden dann ausgegliedert und einem Meister von Fucecchio  zugeschrieben.
Ob der  Meister des Cassone Adimari tatsächlich das Fest von 1420 der Adimari darstellt, wie in Quellen aus dem 18. Jahrhundert angeführt,  ist nicht ganz sicher, denn sein fortgeschrittener Stil deutet auf die Zeit der Malerei um 1450. Auch ist nicht ganz sicher, ob das Bild eine Cassonetafel war oder nicht doch ein Wandbild, da es mit ungefähr 63 cm Höhe und  280 cm Breite recht großformatig ist. Wandbilder mit Hochzeiten, sogenannte Spallieri, gehörten wie Cassoni zur Ausstattung reicher Bürgerhäuser in Florenz.
Nach weiteren kunsthistorischen Analysen wurde dann angenommen, dass der Meister des Cassone Adimari mit dem Maler Giovanni di Ser, genannt Lo Scheggia, identisch ist. Dieser war der Bruder des Malers Tommaso di Ser, genannt Masaccio,  der als einer der wichtigen italienischen Maler der florentinischen Frührenaissance gilt. Der Vorschlag wird heute in der Kunstgeschichte allgemein anerkannt und das Adimari Cassone unter dem Namen Giovanni di Sers ausgestellt.